# 平家女護島
『平家女護島』（へいけ にょごの しま）は、近松門左衛門作の人形浄瑠璃。『平家物語』や能『俊寛』を題材にしたもので、享保4年（1719年）の8月12日に大坂竹本座にて初演。その後まもなく歌舞伎にも移されている。
二段目切の「鬼界が島の段」が有名で、現在では主にこの段が『俊寛』（しゅんかん）の通称で上演される。

## 主な登場人物
- 俊寛僧都（しゅんかん そうず）
- 丹波少将成経（たんばの しょうしょう なりつね）
- 平判官康頼（へい はんがん やすより）
- 千鳥（ちどり） - 鬼界ヶ島の海女、成経の妻、架空の人物
- 妹尾太郎兼康（せのうの たろう かねやす） - 上使、悪役
- 丹左衛門尉基康（たん ざえもんのじょう もとやす） - 上使

- 平相国入道清盛（へいしょうこく にゅうどう きよもり）
- 能登守教経（のとのかみ のりつね）
- 東屋（あずまや） - 俊寛の妻
- 後白河法皇（ごしらかわ ほうおう）
- 常磐御前（ときわごぜん）
- 弥平兵衛宗清（やへいびょうえ むねきよ）
- 文覚（もんがく） - 源氏側の僧

太字は「鬼界が島の段」に登場する人物。

## あらすじ

### 鬼界が島の段
鹿ケ谷の陰謀を企て平家転覆を企んだ俊寛・成経・康頼の三人は、鬼界ヶ島に流され早三年。彼らの流罪には刑期がなく、死ぬまでこの島にいなければならなかった。食べるあてもなく、たまにくる九州からの船に硫黄を売ったり、海草を食べたりして食をつないでいた。
物語は、この地に住む海女千鳥と結婚することを成経が打ち明けるところから始まる。島にきて以来の絶望的な状況の中起こった、数少ない幸福な出来事を歓びあう三人と千鳥。そして形ばかりのことながら、成経と千鳥は俊寛と康頼の前で祝言の杯を交わすのだった。
するとそこへ、大きな船が島を目指してやってくるのが見える。何事かと皆は驚くがそれは都からの船であった。船が浜辺に着くと中から上使の妹尾が降りてくる。妹尾は彼らの流罪が恩赦されたことを伝える。建礼門院が懐妊したため、平清盛が恩赦を出したのだ。夢かと喜びあう三人だったが、妹尾が読み上げる赦免状の中に、なぜか俊寛の名前だけ無い。俊寛は赦免状を手に取り何度も内容を確認するが、やはり自分の名前だけが見当たらない。
俊寛は清盛から目をかけられていたにもかかわらず裏切ったので、清盛の俊寛に対する怨みは深く、それゆえ俊寛だけが恩赦を受けられなかったのだ。妹尾はそう憎々しげに俊寛に伝えた。
喜びの後の突然の暗転に打ちひしがれて俊寛は泣き叫ぶ。だがそこへもう一人の上使である基康が船から降りてきて、俊寛にも赦免状が降りたことを伝える。俊寛にだけ恩赦が与えられないのを見兼ねた平重盛が、別個に俊寛にも赦免状を書いていたのだ。これで皆が帰れる。そう安堵して三人が船に乗り込み、千鳥がそれに続こうとすると、妹尾がそれを止める。妹尾がまたも憎々しげに言うには、重盛の赦免状に「三人を船に乗せる」と書いてある以上、四人目に当たる千鳥は乗せることはできないというのだ。
再び嘆きあう三人と千鳥に、妹尾が追い撃ちをかける。妹尾が言うには、俊寛が流されている間に、清盛の命により俊寛の妻の東屋が殺されてしまったのだ。しかも東屋を斬り捨てたのは妹尾であるという。都で妻と再び暮らす、そんな夢さえも打ち砕かれた俊寛は、絶望に打ちひしがれる。妻のない都にもはや何の未練もなくなった俊寛は、自分は島に残るから、かわりに千鳥を船に乗せてやるよう妹尾に訴える。しかし妹尾はこれを拒絶し、俊寛を罵倒する。思い詰めた俊寛は、妹尾の指していた刀を奪って妹尾を斬り殺す。そして妹尾を殺した罪により自分はここに留まるから、かわりに千鳥を船に乗せるよう、基康に頼む。
こうして千鳥の乗船がかない、俊寛のみを残して船が出発する。しかしいざ船が動き出すと、俊寛は言い知れぬ孤独感にさいなまれ、半狂乱になる。船の手綱をたぐりよせ、船を止めようとするが、無情にも船は遠ざかる。孤独への不安と絶望に叫び出し、船を追うが波に阻まれる。船が見えなくなるまで、船に声をかけ続けるが、声が届かなくなると、なおも諦めずに岩山へと登り、船の行方を追い続ける。ついに船がみえなくなる。そして俊寛の絶望的な叫びとともに幕となる。

## 平家物語との関係
『俊寛』は『平家物語』巻の三「足摺り」を題材にしているが、内容的には大幅な創作が加えられている。
最後に俊寛のみが島に残るという結末は『平家物語』でも『俊寛』でも同じだが、『平家物語』のこの場面には千鳥も妹尾も登場しないし、重盛の赦免状も登場しない。『平家物語』では基康が清盛の赦免状をたんたんと読み上げた後、俊寛のみを残して船を出す。俊寛は子供のように足摺りして涙ながらに船を止めようとするが、無情にも船は消えてしまう。
この「足摺り」の場面では俊寛は否応なしに島に残ることになってしまっており、滅びの文学である『平家物語』らしく運命に翻弄される俊寛の弱さが強調されている。一方『俊寛』では、俊寛は自らの意思により人を殺してまでも島に残っており、両者の俊寛像に大きな差があるといえる。

## 見どころ
- 自らの意思により島に残った俊寛だったが、物語をそこで終わらせることなく、船が出発するや一転して泣き叫ぶ俊寛の弱さと未練をも描いた近松の筆が高く評価されている。

- 歌舞伎では、芝居が始まったときは舞台に薄茶の布がしかれて陸地が表現されているのが、最後に俊寛が岩山に登るシーンでこの布が取られ、芝居が一瞬にして海へと転じ、同時に岩山がぐるりと回って俊寛が客席の方を向くという効果的な演出になっている。

- 妹尾との斬り合いの場面では浄瑠璃に合わせて斬り合いが行われる「所作ダテ」が見どころ。

- 千鳥の台詞に薩摩弁を多用することで、鬼界ヶ島が舞台であることに現実味を持たせている。